# August Erker
August Casimir Erker –conocido como Gus Erker– (24 de octubre de 1879-29 de noviembre de 1951) fue un deportista estadunidense que compitió en remo. Participó en los Juegos Olímpicos de San Luis 1904, obteniendo una medalla de oro en la prueba de cuatro sin timonel.

## Palmarés internacional
| Juegos Olímpicos | Juegos Olímpicos          | Juegos Olímpicos | Juegos Olímpicos   |
| Año              | Lugar                     | Medalla          | Prueba             |
| ---------------- | ------------------------- | ---------------- | ------------------ |
| 1904             | San Luis (Estados Unidos) | Medalla de oro   | Cuatro sin timonel |